# Premis Ondas 1978
Els Premis Ondas 1978 van ser la vint-i-cinquena edició dels Premis Ondas, atorgats el 1978. En aquesta edició es diferencien les categories: Premis Nacionals de ràdio, nacionals de televisió, internacionals de ràdio i televisió, hispanoamericans i especials.

## Nacionals de ràdio
- José Antonio Pardellas Casas de RNE Canarias
- Joaquim Maria Puyal de Ràdio Barcelona
- Iñaki Gabilondo de la cadena SER
- María Ángeles Juez García de la cadena SER
- Carlos Alberti Velasco de RNE
- Los porretas de la cadena SER
- Protagonistas, nosotros de RNE
- Segundo diario hablado de RNE
- Informativos de las 8 de la cadena SER
- Versos para una primavera de Cadena COPE

## Nacionals de televisió
- 625 líneas de TVE
- Salomé de TVE
- Curro Jiménez de TVE
- Alfonso Eduardo Pérez Orozco de TVE
- Miguel Pérez Calderón de TVE

## Internacionals de ràdio
- We remenber Ted, Raidió Teilifís Éireann
- Charlie Chaplin com a músic, Ràdio Belgrad
- Alice's adventures in wonderland, BBC
- L'eroe sul sofa: Superman, RAI

## Internacionals de televisió
- Der kaiser am land, Österreichischer Rundfunk
- La mort du buffle, TF1
- Kronika powstaniowa, PORTEL de Polònia
- Moe, we blijven altijd bij je, NOS dels Països Baixos

## Hispanoamericans
- Introducción a la universidad, Televisa de Mèxic
- Delia Fiallo, Venevisión de Veneçuela
- CRE de l'Ecuador
- Antonio Carrizo, Radio Rivadavia de l'Argentina
- Televisa Europa

## Especials
- Jorge Janer de Radio Barcelona
- 300 millones de TVE
- Concurs Internacional d'Interpretació Musical Reina Sofia de RNE, Barcelona
- Argentina 78
- Margarita López Portillo